# Ligne 4 du métro de Shanghai
Pour les articles homonymes, voir Ligne 4.
La ligne 4 du métro de Shanghai est une des douze lignes du réseau métropolitain de la ville de Shanghai, en Chine.

## À voir
- Parc Tianshan (station Yan'an West Road Station)
- Parc Changfeng (station Jinshajiang Road)
- 50 Moganshan Road, un quartier artistique (Station Zhongtan Road).